# Sarocha Chankimha
Sarocha Chankimha (en tailandés: สโรชา จันทร์กิมฮะ; Bangkok, Tailandia, 8 de agosto de 1998), también conocida como Freen Sarocha Chankimha o simplemente Freen, es una actriz tailandesa de cine y televisión,  modelo y cantante.
Es conocida por protagonizar las series románticas Girls' Love, GAP The Series (2022) y The Loyal Pin (2024), además de su película de ciencia ficción Uranus 2324 (2024) realizada por Velcurve Studios. También participó en la comedia de terror Rider, estrenada en 2024.
A comienzos del año 2025 fue nombrada Brand Ambassadorde la marca Valentino, convirtiéndose así en la primera mujer Tailandesa en ser embajadora de la prestigiosa marca de moda.

## Primeros años
Sarocha Chankimha nació en Bangkok, Tailandia. Estudió en el colegio Lasalle School y se graduó de Licenciatura en Relaciones Públicas y Comunicación Corporativa en la Universidad de Rangsit. Desde muy pequeña vivió únicamente con su madre, tras el divorcio de sus padres.

## Carrera
El año 2016 fue finalista de Miss Teen Tailandia, un concurso de belleza en el que participaron mujeres de entre 15 y 18 años.Saltó a la fama el año 2021 por su papel en la miniserie de comedia romántica tailandesa So Fit. En el 2022,tuvo un papel secundario en la serie Secret Crush On You de Channel 3. Ese mismo año, protagonizó la serie de comedia romántica GAP The Series, reconocida como la primera serie tailandesa de amor lésbico con más de 800.000.000 millones de reproducciones en YouTube, protagonizada junto a Rebecca Patricia Armstrong, papel que la lanzó aún más globalmente y para la cual también formó parte de la banda sonora. Es parte de la agencia de entretenimiento tailandesa Idol Factory desde el año 2020.
En el año 2024 hizo su gran debut en la pantalla grande al protagonizar la película de  romance, fantasía y ciencia ficción Uranus 2324, producida por Velcurve Studios y distribuida por Netflix en Asia.
Ese mismo año participó en la película Rider, junto a Mario Maurer, producida por Sahamongkolfilm International.
Protagonizó su segunda serie romántica Girls' Love, The Loyal Pin también producida por Idol Factory.
El 3 de enero de 2025 fue nombrada embajadora de la marca italiana Valentino, convirtiéndose en la primera actriz de GL en Tailandia en ser embajadora de una marca de lujo. 
También es dueña y CEO de su propia marca de ropa (Ninety Two) y de velas aromáticas (Light Night Candles).

## Filmografía

### Cine
| Año  |       | Título      | Rol                          | Director(a)      |
| ---- | ----- | ----------- | ---------------------------- | ---------------- |
| 2024 |       | Uranus 2324 | Lin                          | Thanadol Nuansut |
| 2024 | Rider | Pai         | Kung Fu-Nitiwat Cholvanisiri |                  |

### Televisión
| Año  | Título              | Rol                          | Notas                                  |
| ---- | ------------------- | ---------------------------- | -------------------------------------- |
| 2021 | So Fit              | Pria                         | Miniserie, rol principal, 10 episodios |
| 2022 | Secret Crush On You | Kongkwan                     | Rol secundario,14 episodios            |
| 2022 | GAP The Series      | "Khun" Sam                   | Rol principal, 12 episodios            |
| 2023 | The Sign            | Wansarat                     | Rol secundario                         |
| 2024 | Phon Cheewan        |                              | Artista invitada                       |
| 2024 | The Loyal Pin       | Khun "Pin" Pilantita Kasidit | Rol principal, 16 episodios            |

### Vídeos musicales
| Año  | Canción                | Artista                    |
| ---- | ---------------------- | -------------------------- |
| 2017 | «Before Rain»          | The Toys                   |
| 2018 | «Goodbye»              | Singto Numchok             |
| 2020 | «นิสัยรวย»               | Nicky & Goyyog feat. P-Hot |
| 2022 | «Pink Theory»          | Freen & Becky              |
| 2023 | «Marry Me»             | Freen & Becky              |
| 2023 | «BALLOON»              | Playground feat. เรนิษรา    |
| 2023 | «No More Blues»        | Freen & Becky              |
| 2024 | มองหน้ากันไม่ติด (Awkward) | โอ๊ต ปราโมทย์ FEAT. MAIYARAP |